# 膠囊網孔菌
膠囊網孔菌，分布於台灣，日本，中國，屬口蘑科一種，色通常為淡米黃色。另外，該種野菇也是木棲腐生的小菇類。